# Hercostomus cupreus
Hercostomus cupreus är en tvåvingeart som först beskrevs av Fallen 1823.  Hercostomus cupreus ingår i släktet Hercostomus och familjen styltflugor. Inga underarter finns listade i Catalogue of Life.